# AVRO's Radio en TV-Tip
AVRO's Radio en TV-tip was een hittip van de AVRO op de AVRO maandag op Hilversum 3 en werd op maandag 29 december 1975 voor het eerst op Hilversum 3 uitgezonden. De allereerste RTV tip was Operator, Operator (Get Me a Line) van Long Tall Ernie and the Shakers. Vanaf maandag 2 december 1985 t/m maandag 30 december 1991 was de hittip op vanaf dan Radio 3 te horen.
De bijbehorende jingle was dubbelstemmig ingesproken door AVRO Hilversum 3 dj Cees van Zijtveld.
De AVRO stopte met de wekelijkse hittip per maandag 30 december 1991, omdat per zaterdag 4 januari 1992 onder het samenwerkingsverband AKN Station 3 horizontaal ging uitzenden van zaterdag tot en met maandag tussen 6:00 en 00:00 uur op Radio 3. Vanaf maandag 5 oktober 1992 zou de nieuwe, algehele horizontale programmering op het eveneens vernieuwde Radio 3 van start gaan.
AVRO's Radio en TV-Tip bestond tussen 1975 en 1978 en tussen 1982 en 1991.